# 小行星3791
小行星3791（英語：3791 Marci）是一颗围绕太阳公转的小行星。1981年11月17日，安東寧·姆爾科斯在克列特发现了此天体。
这颗小行星的绝对星等为354.7811886941298等。